# Torpor
|  | Dieser Artikel wurde aufgrund von formalen oder inhaltlichen Mängeln in der Qualitätssicherung Biologie im Abschnitt „Allg. Zoologie“ zur Verbesserung eingetragen. Dies geschieht, um die Qualität der Biologie-Artikel auf ein akzeptables Niveau zu bringen. Bitte hilf mit, diesen Artikel zu verbessern! Artikel, die nicht signifikant verbessert werden, können gegebenenfalls gelöscht werden. Lies dazu auch die näheren Informationen in den Mindestanforderungen an Biologie-Artikel. Begründung: Der Artikel sollte überarbeitet werden. So ist Torpor weder Schlaf ähnlich (Tiere müssen Schlaf nachholen wenn sie Torpor verlassen) und Torpor wird auch nicht von Winterschlaf unterschieden. Vielmehr ist Winterschlaf ein mehrtägiger Torporzustand. Außerdem sind einige Behauptungen generalisiert und stimmen so nicht wie z.B.:"Vögel halten keinen Winterschlaf" --Glittering Ant (Diskussion) 18:07, 14. Jul. 2024 (CEST) |

Als Torpor (lat. ‚Erstarrung, Betäubung‘) bezeichnet man einen ausgeprägten inaktiven Starrezustand, der bei einigen kleineren Säugetieren und Vögeln, also bei gleichwarmen Tieren, vorkommt und mit einer Lethargie vergleichbar ist, bei dem Stoffwechsel- und Energieumsatzprozesse auf ein Minimum gesenkt werden und alle Körperfunktionen gleichsam „auf Sparflamme“ gehalten werden (auch Heterothermie genannt). Die betroffenen Tiere sind vollkommen inaktiv und verharren in einem Zustand der körperlichen Starre. Reaktionen auf Außenreize finden in diesem Zustand kaum statt. Der Torpor dient den Tieren vor allem dazu, längere Zeiten des Wasser- oder Nahrungsmangels zu überstehen; sie können so einige Tage bis mehrere Wochen ohne Nahrungs- und Flüssigkeitsaufnahme überleben. Die physiologischen Prozesse ähneln denen eines Winterschlafs, dürfen aber nicht damit verwechselt werden.

## Funktioneller Vorgang im Organismus zur Anpassung an Kälte oder Trockenheit
Wissenschaftlich wird dieser Zustand als „Torpidität“ oder als „Torpor“ bezeichnet, oft auch als „Hypothermie“. Im deutschen Sprachraum kennt man dafür auch die Bezeichnungen „Hungerstarre“, „Tagesschlaflethargie“, „Hunger-“ oder „Kälteschlaf“. Vogelkundlich wird von einem „Verklammen“ gesprochen.
Physiologisch ähnelt die Hungerstarre dem Winterschlaf, doch sind meist nicht Kälte und Lichtmangel oder hormonelle Umstellungen die Auslöser, sondern Nahrungsmangel und damit einhergehender Gewichtsverlust. Alle lebenserhaltenden Vorgänge werden auf ein Mindestmaß reduziert, die Körpertemperatur sinkt wesentlich, aber niemals so stark wie bei echten Winterschläfern. Auslöser für den Torpor können auch längere Trockenperioden sein; es kommt dann zu einer längeren Trocken- oder Sommerstarre. Die Tiere wachen aus dem Torpor regelmäßig wieder auf, wenn die Umweltbedingungen besser geworden sind.
Der Torpor tritt meist nur für einige Stunden ein und wird in der Regel als Antwort auf die aktuelle Nahrungssituation und den Energieverbrauch genutzt. Jedes Individuum entscheidet situationsbedingt, ob es in Torpor geht oder nicht. Bei Untergewicht kommt es nicht zum Absinken der Körperfunktionen, was auch sinnvoll ist, da für das Aufwachen erhebliche Energiereserven benötigt werden.
Der Torpor unterscheidet sich vom Winterschlaf darin, dass er nur für eine begrenzte Zeit eintritt und beliebig, also jederzeit und ohne physiologische Vorbereitungen, eingesetzt werden kann. Winterschlaf ist ein zwangsläufiges Verhalten, das wochenlanger Vorbereitung (Fetteinlagerung, hormonelle Umstellungen usw.) bedarf. Beim Torpor wird die Körpertemperatur nicht auf so niedrige Werte wie während des Winterschlafs gesenkt. Trotzdem kann durch diesen Zustand Energie eingespart werden. Der Vorteil gegenüber dem Winterschlaf ist, dass die Tiere nicht ihr Revier aufgeben müssen, sich nicht zurückzuziehen brauchen und schneller wieder aufwachen.
Bei manchen Tieren kann es sogar zu täglichen Torporzyklen kommen. Bei Kolibris hat man beobachtet, dass sie sich nachts spontan in einen kurzen Schlafzustand versetzen können. Ebenso tritt der Torpor bei Fledermäusen und der gewöhnlichen Hausmaus auf. Die Fledermaus senkt dazu im Schlaf ihre Körpertemperatur unter den Normalwert.
Täglicher Torpor ist auch von Mausmakis, den kleinsten Primaten der Welt, bekannt. Wenn das nächtliche Nahrungsangebot während der Trockenzeit nicht ausreicht, gehen Mausmakis gegen Mitternacht in Torpor und senken ihre Körpertemperatur herab. Sie lassen sich gegen Morgen passiv von der Sonne langsam wieder aufheizen und erwachen gegen Mittag. Sie haben dann nur wenige Stunden im Torpor verbracht, aber bis zu 40 % ihrer Energie gespart, insbesondere durch das passive Aufheizen.
2020 zeigten zwei Teams aus Neurowissenschaftlern, welche Neuronen in Mäusen deren Torpor steuern, und führten diesen Zustand auch bei nicht kalorienbeschränkten Mäusen sowie bei Torpor-losen Ratten künstlich herbei.

## Torpor bei Vögeln
Da Vögel mit Ausnahme der Winternachtschwalbe keinen Winterschlaf halten, trifft man die Fähigkeit, in torpide Zustände zu verfallen, bei ihnen recht häufig an, doch ist diese Möglichkeit auf kleinere Arten beschränkt, da das Aufwachen relativ viel Energie verbraucht. Für größere und schwerere Arten ergäbe sich dadurch ein ungünstiges Verhältnis zwischen Energieersparnis und Energieverbrauch in der Aufwachphase. In den Vogelfamilien der Segler (Apodidae), Schwalben (Hirundinidae) sowie der Nachtschwalben (Caprimulgidae) finden sich einige Vertreter, die den Zustand der Hungerstarre als temporäre Energiesparmaßnahme nutzen.
Bei sommerlichen Kaltlufteinbrüchen nach Mitteleuropa lassen sich solche Zustände auch beim Mauersegler beobachten, insbesondere bei Jungtieren.
Mehlschwalben geraten auch bei tiefen Außentemperaturen (minus 5 °C und tiefer) niemals in Torpor, solange sie gut ernährt sind. Sinkt ihr Körpergewicht jedoch auf etwa 15 Gramm (Normalgewicht 19 – 20 Gramm), tritt auch bei hohen nächtlichen Außentemperaturen Torpor ein. Die Intensität der Torpidität und damit das Absenken der nächtlichen Körpertemperatur hängt vom Ernährungszustand ab.
Einige Nachtschwalben wie etwa die im südwestlichen Nordamerika verbreitete Winternachtschwalbe (Phalaenoptilus nuttallii) überwintern im Zustand einer tiefen Torpidität. Die Hopi nennen ihn Hoelchko, was sich mit Der Schlafende übersetzen lässt. Tiere, die sich in einem solchen Zustand befinden, können das Erwachen nicht mehr selbst steuern – erst sehr deutlich steigende Umgebungstemperaturen leiten die Aufwachphase ein. Eine weniger tiefe Torpidität dagegen kann selbst bei gleich bleibend tiefen Außentemperaturen vom Vogel selbst beendet werden.
Auch Kolibris, die in nachtfrostexponierten Regionen leben, fallen regelmäßig in Torpor, da diese Vögel mit ihrer sehr hohen Stoffwechselrate ansonsten die langen, kalten Nächte nicht überleben würden. Ihre Körpertemperatur sinkt dabei von normalerweise 38 – 40 °C auf 18 – 20 °C, die Stoffwechselrate wird dabei für nur wenige Stunden um bis zu 90 % herabgesetzt. Bei ihnen ist dieser Zustand stärker endogen bestimmt.